# Antoine Villedieu (homme politique, 1887-1947)
Pour les articles homonymes, voir Antoine Villedieu et Villedieu.
Antoine Villedieu est un homme politique français né le 9 décembre 1887 à Biollet (Puy-de-Dôme) et décédé le 17 juin 1947 à Clermont-Ferrand (Puy-de-Dôme)
Correcteur d'imprimerie, il est conseiller général du Puy-de-dôme quand il devient député socialiste, en 1935, à l'occasion d'une élection partielle. Réélu en 1936, il est secrétaire de la Chambre en 1939.
Le 10 juillet 1940, il vote les pleins pouvoirs au maréchal Pétain.

## Sources
- « Antoine Villedieu (homme politique, 1887-1947) », dans le Dictionnaire des parlementaires français (1889-1940), sous la direction de Jean Jolly, PUF, 1960 [détail de l’édition]